# Cristina Torrens Valero
Cristina Torrens Valero (ur. 12 września 1974 w Pampelunie) – hiszpańska tenisistka.
Swoją karierę na kortach rozpoczęła w 1989 roku, biorąc udział w niewielkim turnieju ITF. W 1991 roku wygrała swój pierwszy turniej w grze singlowej. W sumie wygrała sześć turniejów singlowych i pięć deblowych tej rangi. W rozgrywkach WTA zwyciężyła w dwóch turniejach singlowych (oba w Polsce) i w dwóch deblowych.
Reprezentowała także Hiszpanię w rozgrywkach Fed Cup, a największy sukces odniosła w 1993 roku, kiedy to wraz z koleżankami z reprezentacji zdobyły tytuł.

## Wygrane turnieje singlowe
|    | Data       | Turniej                 | Kat.          | ($)     | Naw.   | Finalistka             | Wynik         |
| 1. | 13/05/1991 | Balaguer                | ITF           | 10 000  | ziemna | Marianne Vallin        | 7:5, 6:4      |
| 2. | 31/05/1993 | Cáceres                 | ITF           | 25 000  | twarda | Limor Zaltz            | 6:3, 7:6      |
| 3. | 07/02/1994 | Faro                    | ITF           | 10 000  | twarda | Mariam Ramon Climent   | 6:3, 6:4      |
| 4. | 20/06/1994 | Valladolid              | ITF           | 25 000  | ziemna | Virginia Ruano Pascual | 6:3, 6:3      |
| 5. | 13/05/1996 | Ateny                   | ITF           | 50 000  | ziemna | Gala León García       | 6:4, 6:4      |
| 6. | 03/05/1999 | Warszawa, J&S Cup       | Kategoria V   | 112 500 | ziemna | Inés Gorrochategui     | 7:5, 7:6      |
| 7. | 23/07/2001 | Sopot, Idea Prokom Open | Kategoria III | 170 000 | ziemna | Gala León García       | 6:3, 6:4      |
| 8. | 01/09/2003 | Fano                    | ITF           | 50 000  | ziemna | Catalina Castaño       | 6:3, 5:7, 6:3 |